# Roberto Stefanello
Roberto Stefanello (Vicenza, 17 ottobre 1947) è un ex calciatore italiano, di ruolo stopper.

## Carriera
Cresciuto nelle giovanili del L.R. Vicenza, nella stagione 1968-1969 passa allo Schio guidato da Gianni Ballico, con cui l'anno successivo esordisce fra i professionisti.
Approda in seguito alla Reggiana di Gigi Del Grosso e Romolo Bizzotto, in Serie B, dove debutta in campionato nel febbraio del 1969 a Genova; rimane in granata sino al 1977, mettendo assieme oltre 250 presenze complessive e divenendo una bandiera del club emiliano, con cui nell'annata 1970-1971 vince il torneo di Serie C.
Nel campionato 1977-1978 ritorna quindi a Vicenza, in Serie A, agli ordini dell'allenatore Giovan Battista Fabbri; nella seconda esperienza con i berici ottiene soltanto 4 presenze in panchina (contro Milan, Pescara, Perugia e Foggia), facendo poi parte della formazione titolare nella trasferta di Coppa UEFA 1978-1979 a Praga contro il Dukla.
L'anno successivo approda al Modena, in Serie C1, prima di chiudere la carriera calcistica nel Valdagno, nel 1980.
In carriera ha collezionato complessivamente 160 presenze e 4 reti in cadetteria, senza mai esordire in massima serie.

## Palmarès

### Club

#### Competizioni nazionali
- Campionato italiano Serie C: 1

Reggiana: 1970-1971 (girone A)